# Белецький Іван Сергійович
Іван Сергійович Белецький (рос. Иван Сергеевич Белецкий, нар. 29 квітня 1986 року, Москва) — російський і український політик, націонал-демократ, націоналіст, опозиціонер, громадський діяч, юрист. Один з організаторів «Російських Маршів». Лідер незареєстрованої всеросійської політичної партії «Партія Націоналістів» [Архівовано 29 жовтня 2020 у Wayback Machine.], Глава Правління «Інституту Національної Політики» [Архівовано 6 липня 2018 у Wayback Machine.] (Київ, Україна).
На даний момент емігрував в Україну, де отримав політичний притулок. 21 жовтня 2019 року Іван Белецький заявив, що отримав українське громадянство на підставі територіального походження, як етнічний українець.
Переслідується по ряду кримінальних і адміністративних справ, за рішенням суду заочно арештований і оголошений владою РФ в міжнародний розшук. Комісією УВКБ ООН визнаний політично переслідуваним і знаходиться під її міжнародним захистом. Засновник партії «Народовладдя».

## Біографія
Іван Сергійович Белецький народився 29 квітня 1986 року в Москві. Закінчив московську середню школу № 401. Займався боксом в СДЮСШОР з боксу ім. Б. Н. Грекова. Кандидат в майстри спорту з боксу та пауерліфтингу.
У 2007 році закінчив юридичний факультет Російської академії адвокатури та нотаріату [Архівовано 8 липня 2018 у Wayback Machine.] по кримінально-правової спеціалізації. У листопаді 2019 року завив, що має намір отримувати статус адвоката в Україні.

## Суспільно-політична діяльність
На початку 2000-х років Белецький заснував націоналістичний об'єднання TPWPB, що проіснувало близько 10 років і співробітничав з «Слов'янським Союзом». У 2006—2007 роках брав участь у фанатському об'єднанні «NoComments».
У 2005 році організовував московська філія «Партії Свободи». З 2006 року активний учасник «Російських Маршів».
З 2007 по 2011 рік працював в колегії адвокатів «Мосюрцентр [Архівовано 6 липня 2018 у Wayback Machine.]», де надавав юридичну допомогу націоналістам. У 2009 році на Белецького завели кримінальну справу за ст. 316 КК РФ «Приховування злочинів». Пізніше з підозрюваного був переведений в статус свідка. Незважаючи на те, що до суду справа не дійшла, йому довелося припинити роботу адвокатом.
У 2011—2013 роках брав активну участь в протестних акціях «Марш мільйонів» 6 травня 2012 року та «Оккупай Абай».
З 2013 року був одним з організаторів «Російського Маршу», займався побудовою колон і керував службою безпеки на маршах.
У 2015—2016 роках після заборони владою ЕПО «Російські», брав участь в Москві в круглих столах і переговорах з різними лідерами націоналістів.
Влітку 2016 року разом з Дмитром Дьомушкін Белецький став довіреною особою кандидата в депутати Державної Думи В'ячеслава В'ячеславовича Мальцева, очолював його передвиборні штаби в Москві і Московській області, займався активною агітацією. Паралельно з цим в 2016—2017 роках організував руху «Артпідготовка» і «Вільні Люди». Закликав націоналістів брати участь в антипутінської агітації і голосувати за кандидатів від партії «ПАРНАС».
Восени 2016 року Белецький став головним організатором «Російського Маршу» в Москві і очолив оргкомітет всеросійського «Російського Маршу».
У 2016 році він разом з Марком Гальперіним заснував «Нову Опозицію» і організував «Прогулянки Опозиції по Росії» для консолідації протестного електорату, оголошення «Імпічменту Путіну» і легальної зміни влади в Росії.
У 2016—2017 роках Белецький був ініціатором і організатором понад 150 протестних акцій в Москві і Московській області.
У лютому 2017 року став засновником оргкомітету «Партії Націоналістів» [Архівовано 29 вересня 2020 у Wayback Machine.]. З лютого по листопад 2017 року було відкрито 44 відділення партії в 35 регіонах РФ.
26 березня Белецький брав участь в несанкціонованому антиурядовій ході «Він вам не Дімон» на Тверській, організованому Олексієм Навальним. 13 квітня Белецький був затриманий у себе в квартирі, доставлений до головного управління МВС по Москві, де був допитаний і став свідком по ряду статей.
Він був одним з головних організаторів «Антикризового мітингу № 1» та націоналістичного ходи «Російський Першотравень».
В травнем 2017 року Белецький заснував при «Партії Націоналістів» [Архівовано 29 вересня 2020 у Wayback Machine.] громадську організацію — «Інститут Національної Політики» [Архівовано 6 липня 2018 у Wayback Machine.] і громадський рух «Російський Марш».
12 червня Белецький взяв участь в несанкціонованій ході «Вимагаємо відповідей» в Москві, організоване Олексієм Навальним.
У червні 2017 року Белецький став кандидатом в муніципальні депутати по району Вихіно-Жулебіно в Москві.
У липні 2017 року, після початку масових арештів членів «Артпідготовки» і «Нової Опозиції», Белецький таємно покинув Росію, виїхавши в Україну, де вступив в «Об'єднання учасників бойових дій» в якості волонтера, пізніше був призначений заступником голови зі зв'язків з іноземними військовими.
Белецький попросив захисту і підтримки у УВКБ ООН і ряду міжнародних правозахисних організацій. Був визнаний політично переслідуваним комісією УВКБ ООН, HIAS, Право на Захист, Міжнародною правозахисною організацією «Меморіал» і став перебувати під міжнародної захистом УВКБ ООН.
Перебуваючи в Україні, Белецький організував «Російський Марш» в Москві в 2017 року і керував дистанційно «Партією Націоналістів» [Архівовано 29 вересня 2020 у Wayback Machine.], також він підтримав акції протесту 5 листопада «Артпідготовки» і все акції протесту, організовані Олексієм Навальним.
У лютому 2018 року Белецький зареєстрував на території України громадську організацію «Інститут Національної Політики [Архівовано 6 липня 2018 у Wayback Machine.]», яка набула спочатку всеукраїнський статус, потім міжнародний.
У листопаді 2018 року «Інститут Національної Політики» [Архівовано 6 липня 2018 у Wayback Machine.] був заявлений, як організатор «Російського Маршу» в Москві, Іван Белецький увійшов в оргкомітет «Російського Маршу», але представники «Інституту Національної Політики» [Архівовано 6 липня 2018 у Wayback Machine.] не були мерією допущені до організації
2018 року Іван Белецький, як глава Інституту Національної Політики [Архівовано 6 липня 2018 у Wayback Machine.] став організатором двох міжнародних конференцій з питання «Будапештського меморандуму». У серпні 2018 року пройшла перша конференція «Будапештський формат як ефективний шлях деокупацію». Після конференції був заснований Міжнародний комітет правознавців і політиків «За Будапештський меморандум», в який увійшов Белецький. У грудні 2018 року Іван Белецький організував другу міжнародну конференцію «Будапештський меморандум: ефективний шлях примусу до імплементації та стратегії деокупацію» в прес-центрі «Українські Новини» в Києві. Виступали від України: Іван Белецький — юрист, політик, Юрій Шуліпа — юрист, Марина Багрова — громадський діяч, Юрій Кармазін — професор, депутат Верховної ради України, Юрій Георгіївський — доктор юридичних наук, Андрій Сенченко — депутат Верховної ради України, Риза Шевкієв — генеральний директор фонду «Крим». Від Білорусі: Ігор Ледник- співавтор спільної декларації по цифровій економіці країн ЄС і Східного партнерства, Михайло Пастухов — професор. Від США: Герман Обухів — політичний експерт, Андрій Піонтковський — політичний експерт. Від Великої Британії: Томас Джордж Джон Тугендхет — британський політик, член Парламенту Великої Британії.
У жовтні 2018 року Іван Белецький організував міжнародну прес-конференцію в прес-центрі «Інтерфакс-Україна» в Києві на тему: «Аспекти виключення Росії з Інтерполу: підстави і необхідність».
Представник від «Інституту Національної Політики» [Архівовано 6 липня 2018 у Wayback Machine.] в 2019 був в числі заявників Правого Маршу в Москві (раніше — «Російський Марш»), Іван Белецький в ЗМІ був заявлений, як організатор Правого Маршу («Російський Марш») в Любліно в 2019 році

## Політичні переконання
Іван Белецький націоналіст правого толку, але також підтримує традиціоналізм і консерватизм, виступає за збереження культурних і етнічних цінностей корінного населення Росії. Виступає проти тоталітарних режимів і підтримує демократичні цінності. Вважає себе «Новим Правим» європейського зразка. Підтримує тісні стосунки з демократами і правозахисними організаціями міжнародного рівня.

Іван Белецький заявив українському виданню «Обозреватель», що відстоював демократичні цінності в РФ, за що і був підданий переслідуванню з боку влади:
"Офіційна влада України визнали всі кримінальні та адміністративні переслідування з боку РФ політично мотивованими і пов'язаними з моєї опозиційною діяльністю, яка була спрямована на відстоювання демократичних цінностей в РФ «, — повідомив він.
Тепер Україна, а також всі учасники ООН не мають права видати Белецького на територію РФ. Україна взяла зобов'язання по його міжнародному захисті в повному обсязі.»

## Кримінальне переслідування
Був ініціатором і організатором масових пікетів 25 листопада 2016 року в підтримку Дмитра Демушкіна, за що був затриманий, заарештований і засуджений за ст. 20.2 ч. 3 КпАП РФ.
Був ініціатором протестних акцій 3 грудня 2016 року «Народний Сход» на ВДНГ, за організацію якого було оголошено в розшук, а пізніше заочно засуджений по ст. 20.2 ч. 2 КпАП РФ.
Після «Російського Маршу» 4 листопада 2017 року Белецький став підозрюваним у кримінальній справі проти «Партії Націоналістів» по ст. 282.1 ч. 1 — Організація екстремістського співтовариства, пізніше йому було заочно пред'явлено звинувачення.
15 лютого 2018 року в Росії пройшли масові затримання та обшуку у порушеній проти Івана Белецького кримінальній справі за ст. 280, ч. 2 — Публічні заклики до здійснення екстремістської діяльності, в декількох квартирах в Москві, де раніше прибував Белецький пройшли обшуки.
У березні 2018 року Белецький був оголошений в міжнародний розшук.
Україна відмовилася видавати Російської Федерації Івана Белецького, який перебував у розшуку, згодом офіційно надала притулок, а зрештою і громадянство йому, але Белецький неодноразово заявляв у ЗМІ, що силові структури РФ спільно з кримінальними структурами на території України починаючи з осені 2017 року неодноразово намагалися дискредитувати його перед українською владою, намагалися викрасти, незаконно депортувати, а також підкинути заборонені речовини, погрожували вбивством, а в лютому 2019 року Івану Белецькому в готель Хрещатик в центрі Києва прислали посилку з відрізаною головою свині, де були чіткі погрози вбивством, тоді приїжджала поліція і Вибухотехнічної служба по місту Києву для перевірки голови свині на наявність вибухівки, було заведено кримінальну справу. Після цього Іван Белецький офіційно заявив, що загрози походять від російських спецслужб і пов'язаних з ними комерційних компаній РФ і кримінальних угруповань України, які більше двох років працюють по його незаконної депортації в РФ. Але вже в кінці лютого 2019 року Україна надала статус біженця Івану Белецькому і взяла його під свій захист.

Українське видання «Гордон» повідомляло:
«Російського опозиціонера Іван Білецький заявив, що спецслужби РФ неодноразово намагалися його незаконно депортувати в Росію або дискредитувати перед державними органами України для припинення процедури отримання статусу біженця.»

У публікації видання «Обозреватель»:
«Белецький також розповів про низку неприємних інцидентів, які, на його думку, були організовані російськими спецслужбами для того, щоб виманити його на територію Росії для арешту. У РФ він фігурує в ряді кримінальних і адміністративних справ.»

Російське видання «Російська преса»:
«За словами Івана Белецького, за ним ведеться зовнішнє спостереження. Він розповів про спроби підкинути йому заборонені речовини, а також посилці з головою свині, в якій лежала записка з погрозами. Директор Інституту національної політики, російський націоналіст Іван Белецький, в даний час отримав політичний притулок в Україні, заявив про переслідування з боку організованих груп, пов'язаних з російськими силовими структурами.»

## Оцінки і думки
У документальному фільмі «Попалися» телеканалу «РЕН ТВ» політолог Кирило Стрельников так охарактеризував Белецького:
«За визначенням підтримує євромайдан і гіпотетично російський майдан, єдиний в природі спосіб їм прийти до влади, тому що вони бачать якусь ідеальну модель для себе, що на багнетах бойовиків приходять до влади белоленточнікі»

«Інтерфакс» писав:
 «У русі вважають, що обшуки і затримання пов'язані з кримінальною справою, порушеною за фактом показаного на телеканалі РЕН ТВ відео, на якому Белецький, а також націоналіст Дмитро Дьомушкін і саратовський політик В'ячеслав Мальцев нібито обговорюють майбутню спробу держперевороту.»
Оглядач «Независимой газети» Андрій Мельников писав:
«Участь таких діячів, як Белецький, в Парнас, В свою чергу, стало одним з головних напрямків критики на адресу несистемної опозиції. Повернемося до слів про вибір між добром і злом. Звісно ж, що саме такий сплав харизматичних релігійних радикалів і непримиренних опозиціонерів найбільше насторожує сьогодні як Церква, так і держадміністрацію. У цьому полягає один із секретів нерозривної солідарності офіційної церковності і системної політики.»
«Life» в статті «Чому в школах Хмельницького заборонили російську мову» писав:
«У 2016 році Белецький був одним з вождів» російського маршу «в Москві, куди зібрав десятки своїх одновірців, а перед цим вів в столиці волонтерську діяльність для Парнас на виборах в Державну думу, будучи близьким сподвижником третього номера в списку партії В'ячеслава Мальцева.»
Eadaily в статті «За що влаштували погром сайтам російських націоналістів: думка» писав:
"Частина активу марширують в Любліно на чолі з Іваном Белецким узяла в минулому році участь в кампанії ПАРНАС, отримавши через Мальцева поспіль на волонтерську роботу в ЮВАО, і разом з Карпатським міцні голені молодчики з рунічними татуюваннями влаштовували акції у метро, агітуючи переляканих городян голосувати за партію Касьянова. "
В мережевому виданні «Ніс» Белецького характеризували так:
«Іван Белецький вважається одним з найбільш радикальних націоналістів. Він звернув на себе особливу увагу правоохоронних органів досить давно, перебуваючи серед найактивніших учасників „Російських маршів“ в Москві. У минулому році Белецький розмістив на Youtube свої виступи, в яких запрошував бажаючих приєднатися до участі в протестних акціях опозиції 4 і 5 листопада 2017 року. У цих відеороликах містилися екстремістські заклики до насильницької зміни влади в Росії.»

Видання «Зараз інфо»:
«Правда, цього разу „Російський марш“ вирішили перейменувати. Захід пройде під назвою „Правий марш“. Про це повідомив „Інтерфаксу“ керівник правління Інституту національної політики і організатор „Російських маршів“ 2016—2017 років Іван Білецький.
Передбачається, що учасники ходи висловляться на підтримку націонал-демократичного курсу, за свободу політичним в'язням, чесні вибори, права людини і свободу слова.»

Видання «Російська планета» про Белецькому:
«І — вишенька на торті — „Інститут національної політики“ зареєстрований в Києві. Куди Белецький втік в 2017 році. І навіть примудрився прямо звідти організовувати минулорічний „Русский марш“.»

Українське видання «Обозреватель» так писало про Івана Белецькому:
«Відзначимо, свою політичну діяльність Белецький почав в Росії на початку 2000-х. Він є одним з лідерів незареєстрованої всеросійської політичної партії „Партія націоналістів“. Брав участь в безлічі мітингів і акцій протесту в Москві, в тому числі і на підтримку опозиціонера Олексія Навального. Білецький брав участь в організації „Російських маршів“ — мітингів представників націоналістичних організацій.»

Видання Tricolor-center писало, що дуже символічно отримання українського громадянства Белецким:
«Символічно, що його ідеологічний брат отримав паспорт з тризубом саме в річницю майдану, коли радикали мають намір нагадати Зеленському про долю Януковича і своїх вимогах по переговорам про Донбас, в яких бере участь і Росія.»